# Mèril
Mèril (Meryllus, Μέρυλλος) fou un escriptor grec. Va escriure un llibre sobre la regió de Beòcia i un altre sobre Itàlia. Per les referències que en dona Plutarc en el segon llibre, el seu nom correcte podria ser Dèrcil (Dercylus) però al primer se l'anomena Meryllus.